# Hymenostegia aubrevillei
Hymenostegia aubrevillei é uma espécie vegetal da família Fabaceae.
Pode ser encontrada nos seguintes países: Costa do Marfim, Gana e Nigéria.
Está ameaçada por perda de habitat.